# 巴哈伊行政

《巴哈伊行政》是守基·阿芬第在1922年至1932年给美国和加拿大巴哈伊信徒的信件的选集。

## 《阿博都巴哈的遗嘱》节选
《巴哈伊行政》部分节选了《阿博都巴哈的遗嘱》，该部分构成了此书的第一章。

## 守基·阿芬第自1922年1月21日至1932年7月17日给巴哈伊社区的信
本书的第二章由约五十封守基·阿芬第在阿博都巴哈去世十年内所写的信件组成。其中涵盖了对巴哈伊信仰未来发展的展望，也陈述了当时面对的重大问题，包括在美国对其权威有异议的人及被其驱逐的圣约破坏者在海法的所作所为。他还谈到信仰成功的在埃及取得了合法权利，被大英帝国被认可，在国际法庭中赢得了位于巴格达的巴哈欧拉故居的合法权利及位于美国的巴哈伊灵曦堂在建筑上取得的重大进展。
在此期间，巴哈伊信仰向全球的拓展及巩固，使其从一个拥有较小影响力的中东宗教转变为拥有更多信徒和资源的世界性信仰。而美国的巴哈伊社区是这一增长的主要推动力量。

## 引用
- Effendi, Shoghi. . Wilmette, Illinois, USA: Baháʼí Publishing Trust. 1974 [first published in 1928]. ISBN 0-87743-166-3.